# Wereldkampioenschappen atletiek 2001 – marathon
Het IAAF wereldkampioenschap van 2001 werd in Edmonton gehouden. De mannen liepen op 3 augustus 2001 en de vrouwen op 12 augustus 2001.

## Uitslagen

### Mannen
| rang   | naam                  | land | tijd    |
| ------ | --------------------- | ---- | ------- |
| Goud   | Gezahegne Abera       | ETH  | 2:12.42 |
| Zilver | Simon Biwott          | KEN  | 2:12.43 |
| Brons  | Stefano Baldini       | ITA  | 2:13.18 |
| 4      | Tesfaye Tola          | ETH  | 2:13.58 |
| 5      | Shigeru Aburaya       | JPN  | 2:14.07 |
| 6      | Abdelkader El Mouaziz | MAR  | 2:15.41 |
| 7      | Tesfaye Jifar         | ETH  | 2:16.52 |
| 8      | Yoshiteru Morishita   | JPN  | 2:17.05 |
| 9      | Takayuki Nishida      | JPN  | 2:17.24 |
| 10     | Simretu Alemayehu     | ETH  | 2:17.35 |
| 11     | Giacomo Leone         | ITA  | 2:17.54 |
| 12     | Atsushi Fujita        | JPN  | 2:18.23 |
| 13     | Benoît Zwierzchiewski | FRA  | 2:18.29 |
| 14     | Ian Syster            | RSA  | 2:19.38 |
| 15     | Oscar Fernandez       | ESP  | 2:19.45 |
| 16     | Hakim Bagy            | FRA  | 2:20.43 |
| 17     | Alberico Di Cecco     | ITA  | 2:20.44 |
| 18     | Oleksandr Koezin      | UKR  | 2:21.26 |
| 19     | Benjamin Paredes      | MEX  | 2:22.07 |
| 20     | Asaf Bimro            | ISR  | 2:22.36 |
| 21     | Andrés Espinosa       | MEX  | 2:23.06 |
| 22     | Sin-Soo Lim           | KOR  | 2:23.16 |
| 23     | Nicholas Harrison     | AUS  | 2:23.24 |
| 24     | Antoni Peña           | ESP  | 2:23.29 |
| 25     | Pamenos Ballantyne    | VIN  | 2:24.36 |

### Vrouwen
| rang   | naam                      | land | tijd    |
| ------ | ------------------------- | ---- | ------- |
| Goud   | Lidia Şimon               | ROU  | 2:26.01 |
| Zilver | Reiko Tosa                | JPN  | 2:26.06 |
| Brons  | Svetlana Zacharova        | RUS  | 2:26.18 |
| 4      | Yoko Shibui               | JPN  | 2:26.33 |
| 5      | Sonja Krolik              | GER  | 2:28.17 |
| 6      | Florence Barsosio         | KEN  | 2:28.36 |
| 7      | Shitaye Gemechu           | ETH  | 2:28.40 |
| 8      | Ljoebov Morgoenova        | RUS  | 2:28.54 |
| 9      | Kazumi Matsuo             | JPN  | 2:29.57 |
| 10     | Constantina Diţă          | ROU  | 2:30.38 |
| 11     | Irina Timofejeva          | RUS  | 2:30.48 |
| 12     | Firiya Sultanova-Zhdanova | RUS  | 2:30.58 |
| 13     | Fatuma Roba               | ETH  | 2:31.10 |
| 14     | Ornella Ferrara           | ITA  | 2:32.45 |
| 15     | Nuta Olaru                | ROU  | 2:33.05 |
| 16     | Sun-Sook Yun              | KOR  | 2:33.09 |
| 17     | Bruna Genovese            | ITA  | 2:33.13 |
| 18     | Marleen Renders           | BEL  | 2:33.25 |
| 19     | Meseret Kotu              | ETH  | 2:33.43 |
| 20     | Rosaria Console           | ITA  | 2:34.11 |
| 21     | Tiziana Alagia            | ITA  | 2:34.45 |
| 22     | Rie Matsuoka              | JPN  | 2:34.45 |
| 23     | Melanie Kraus             | GER  | 2:34.51 |
| 24     | Marie Soderstrom-Lundberg | SWE  | 2:35.00 |
| 25     | Maria Abel                | ESP  | 2:35.09 |

Helsinki 1983 ·
Rome 1987 ·
Tokio 1991 ·
Stuttgart 1993 ·
Göteborg 1995 ·
Athene 1997 ·
Sevilla 1999 ·
Edmonton 2001 ·
Parijs 2003 ·
Helsinki 2005 ·
Osaka 2007 ·
Berlijn 2009 ·
Daegu 2011 ·
Moskou 2013 ·
Peking 2015 ·
Londen 2017 ·
Doha 2019·
Eugene 2022